# Takahiro Shiraishi
Takahiro Shiraishi (em japonês, 白石隆浩; Zama, 9 de outubro de 1990 – Tóquio, 27 de junho de 2025), também conhecido como o Assassino do Twitter — e algumas vezes como Esquartejador de Tóquio —, foi um estuprador e serial killer japonês que estrangulou e desmembrou nove pessoas em Tóquio e em outras quatro cidades japonesas entre agosto e outubro de 2017.
Em 30 de setembro de 2020, aos 29 anos de idade, Shiraishi se declarou "culpado" perante o  Tribunal Distrital de Tóquio. Três meses depois, num julgamento realizado em dezembro, o criminoso foi condenado à pena de morte.
O caso repercutiu entre os japoneses, muitos expressando raiva e outros descrença, e nos grandes veículos de imprensa do Japão, como na Kiodo News, no Japan Times e no The Mainichi. Segundo a Kiodo, Hirofumi Suda, pai de Akari Suda, de 17 anos, que testes de DNA mostraram estar entre as vítimas, disse que "tenho assistido ao noticiário todas as noite, mas ainda não acredito".
A imprensa internacional, como a BBC, e do Brasil, em sites como o UOL e no R7 do grupo Record, também repercutiu o assunto.

## Biografia
Takahiro trabalhava num supermercado e se mudou para o apartamento em Zama, província de Kanagawa (imagem do local aqui), onde cometeu os crimes, em 22 de agosto de 2017.
Segundo o The Mainichi, pouco antes dos crimes ele havia mostrado "sinais de instabilidade psicológica", dizendo a pessoas próximas que queria morrer e que não havia razões para continuar vivendo.

## Modus operandi
Entre agosto e outubro de 2017, Takahiro estrangulou e desmembrou nove vítimas em Tóquio e em outras quatro cidades (prefeituras) japonesas. Das nove vítimas, oito eram mulheres, todas as vítimas femininas foram estupradas antes de serem mortas. "O único homem do grupo foi morto depois de confrontar Shiraishi sobre o paradeiro de sua namorada", escreveu a BBC em dezembro de 2020.
Ele buscava pessoas que faziam postagens suicidas no Twitter e então, usando um perfil chamado "Hangman" (em tradução do japonês para o inglês; em tradução livre algo como "o homem que pendura/enforca"), as convidava para irem a seu apartamento para as ajudá-las a morrer. 
"Em sua página no Twitter, Shiraishi se autodenominou o 'profissional do enforcamento' e disse que queria ajudar as pessoas. Seu perfil no Twitter apresentava uma imagem de mangá de um homem com cicatrizes no pescoço e no pulso usando uma corda, com as palavras: 'Quero ajudar as pessoas que realmente sofrem. Por favor, mande um DM a qualquer hora'”, reportou a News Com Au em 2017, que também escreveu que no final nenhuma das vítimas queria morrer, apenas conversar, mas que ele as teria matado mesmo assim. A News também relatou que "ele supostamente deu-lhes álcool ou pílulas para dormir e então as estrangulou até desmaiarem e depois as enforcou".
Após matar suas vítimas, ele guardava seus corpos em locais como caixas térmicas e caixas de ferramentas em seu apartamento. "Ao todo, os policiais descobriram duas cabeças, braços e pernas decepados entre um total de 240 partes de ossos", escreveu a News Com Au em 2017.
Ele também foi acusado de ter roubado as vítimas.
Segundo as investigações, Takahiro chegou a pesquisar na internet como mutilar corpos e comprou ferramentas, com uma serra, além de ter praticado como dar nós.

## Perfil das vítimas
Matou pessoas jovens, de 15 a 26 anos, sendo oito mulheres e um homem (veja aqui as fotos das vítimas).

## Investigações, prisão e pena

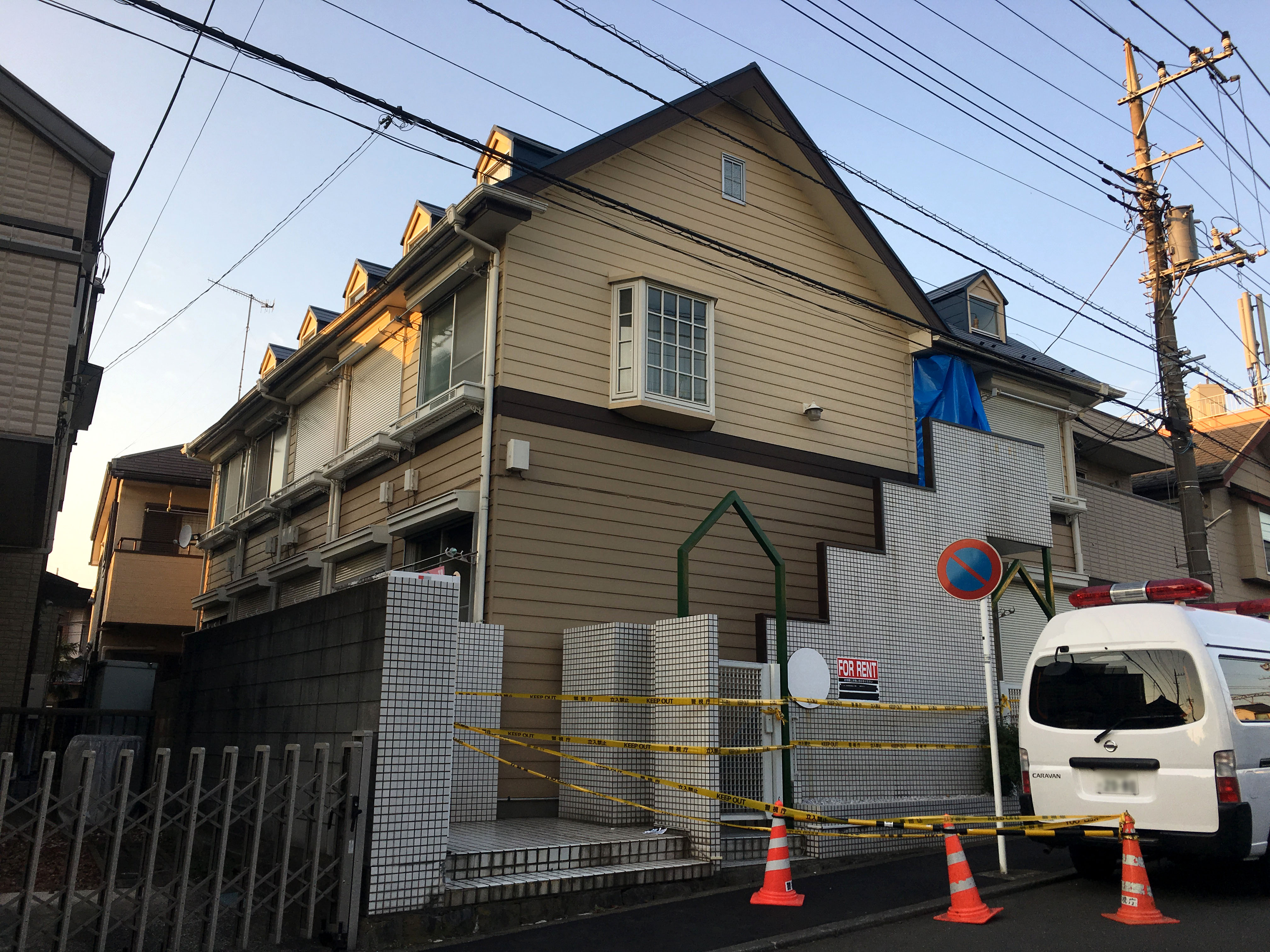
O complexo de apartamentos onde os corpos foram encontrados

Takahiro acabou preso em outubro de 2017, quando policiais procuravam uma mulher de 23 anos, Aiko Tamura, que havia desaparecido em Tóquio. Ao revistarem seu apartamento, os investigadores encontraram várias "caixas de resfriamento" (ou caixas térmicas de piquenique ou geladeiras) contendo partes de corpos, inclusive da mulher que estavam procurando.
Ele foi indiciado criminalmente em setembro de 2018, depois de cinco meses de testes psiquiátricos, após os quais a Justiça concluiu que ele poderia ser "responsabilizado" pelos crimes.
Declarou-se culpado perante o Tribunal Distrital de Tóquio em 30 de setembro de  2020, mas sua defesa inicialmente alegou que ele deveria ser acusado de um crime "menor", já que havia matados as vítimas com o consentimento destas, o que foi negado pelo próprio criminoso, que depois acabou admitindo que matou as vítimas sem seu consentimento.
Acabou condenado à pena de morte em dezembro de 2020. Os seus advogados não apresentaram apelo da sentença.
A execução de Takahiro Shiraishi ocorreu em 27 de junho de 2025, sendo a primeira aplicação da pena de morte no Japão desde 2022. Condenado por assassinar, esquartejar e abusar sexualmente de nove pessoas entre agosto e outubro de 2017, ele atraía vítimas vulneráveis por meio do Twitter, alegando oferecer ajuda para cometer suicídio. As vítimas, oito mulheres e um homem com idades entre 15 e 26 anos, tiveram os restos mortais escondidos em caixas e cobertos com areia de gato. Sentenciado à morte em 2020, Shiraishi teve a pena confirmada em 2021. A execução, por enforcamento, foi autorizada pelo ministro da Justiça Keisuke Suzuki e realizada na prisão de Tóquio. O caso teve grande repercussão no Japão e reacendeu o debate sobre o uso de redes sociais, saúde mental e a pena de morte no país.